# 稲田の後光

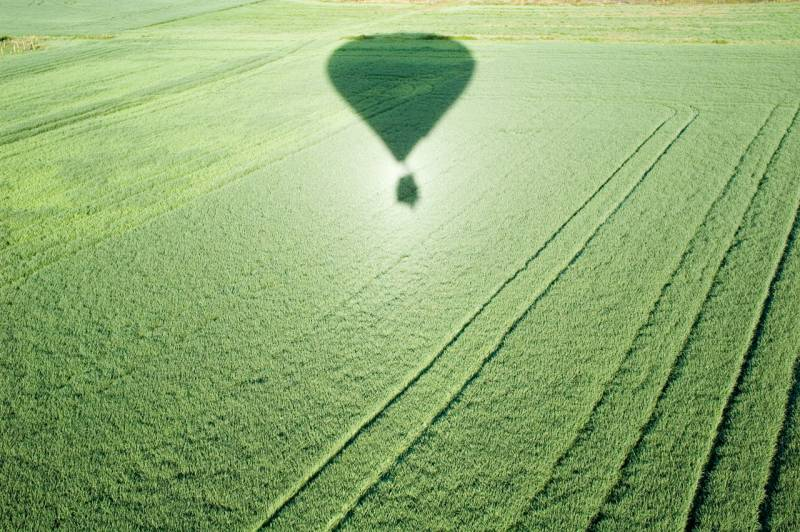
稲田の御光がバルーンの周りに見える

稲田の後光（いなだのごこう）は、太陽を背にして露のある草原や水面などを見るとき、見る人など影の周囲に見られる光輪。大気光学現象の一つ。ドイツ語における呼称から「ハイリゲンシャイン (Heiligenschein)」（「光背」の意）ともいう。微小水滴による太陽光線の反射現象。船から水面に影を映したときにも、同様の御光が見られる。「山の御光」、「海の御光」、「稲田の御光」、「露の後光」などとも呼ばれる。 

## 説明
ほぼ、球状の露が太陽の光を集めることによる。この光の一部分がバックスキャッターとして働き、光を集め、光の暈を作る。稲田の御光を観察するとその中に色は付いていない。稲に限らず、芝草でもかたばみの葉でも、とにかく露のたくさんある草原に頭の影を映せば、多少の違いがあるが大概この現象を見ることができる。